# نظریه گراف هندسی

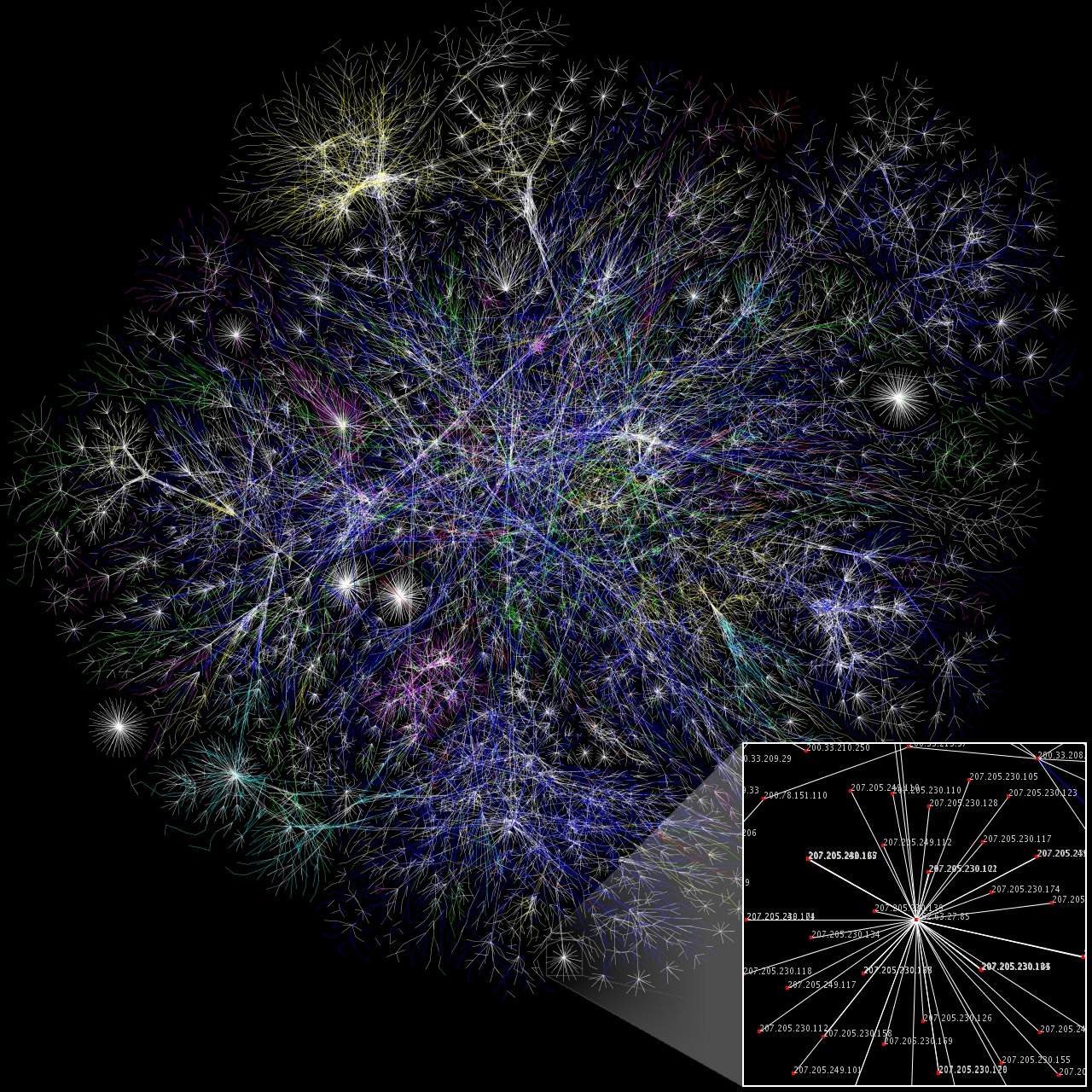
نقشه اینترنت

گراف هندسی یک گراف است که در آن رأس‌ و یال‌ها با اشیاء هندسی همراه شده‌اند. ساده‌ترین نمونه آن گراف هندسی تصادفی است.